# Poitou

A bandeira de Poitou.

O território de Poitou.

Poitou ou Condado de Poitou foi uma antiga Província da França cuja capital era Poitiers.

## História
Muitos dos imigrantes que colonizaram a atual Nova Escócia, província do Canadá, chegaram, a partir de 1604, vindos da região de Poitou. 
Após os chamados Acadianos terem sido deportados pela Grã-Bretanha, a partir de 1755, muitos acadianos se refugiaram em Poitou. Uma grande parte destes refugiados migraram para Louisiana em 1785 e nos anos seguintes.